# Edred
Edred (ca. 923 – Frome (Somerset), 23 november 955) was koning van Engeland van 946 tot 955. Hij was een zoon van Eduard de Oudere en opvolger van zijn broer Edmund I.
Net als zijn broers wist Edred overwinningen te behalen op de Vikingen. Hij was sterk religieus ingesteld.
Tegen het eind van zijn leven verslechterde Edreds gezondheid: vanwege een maagkwaal kon hij nauwelijks eten (hij at alleen de sappen van zijn eten; de rest spuugde hij uit). Edred stierf op 23 november 955 en werd begraven in Winchester. Niet gehuwd en kinderloos, werd hij opgevolgd door zijn neef Edwy, oudste zoon van zijn broer Edmund.

## Voorouders
| Voorouders van Edred | Voorouders van Edred                            | Voorouders van Edred                            | Voorouders van Edred                            | Voorouders van Edred                            | Voorouders van Edred                                      | Voorouders van Edred                                      | Voorouders van Edred                                      | Voorouders van Edred                                      |
| -------------------- | ----------------------------------------------- | ----------------------------------------------- | ----------------------------------------------- | ----------------------------------------------- | --------------------------------------------------------- | --------------------------------------------------------- | --------------------------------------------------------- | --------------------------------------------------------- |
| Overgrootouders      | Ethelwulf (800-858) ∞ Osburga (810–+/-855)      | Ethelwulf (800-858) ∞ Osburga (810–+/-855)      | Æthelred Mucil (?-?) ∞ Eadburh (?-?)            | Æthelred Mucil (?-?) ∞ Eadburh (?-?)            | ? (-) ∞ ? (–)                                             | ? (-) ∞ ? (–)                                             | ? (-) ∞ ? (–)                                             | ? (-) ∞ ? (–)                                             |
| Grootouders          | Alfred de Grote (848-899) ∞ Ealhswith (852-905) | Alfred de Grote (848-899) ∞ Ealhswith (852-905) | Alfred de Grote (848-899) ∞ Ealhswith (852-905) | Alfred de Grote (848-899) ∞ Ealhswith (852-905) | Sigihelm, heer van Meopham, Cooling en Lenham (-) ∞ ? (–) | Sigihelm, heer van Meopham, Cooling en Lenham (-) ∞ ? (–) | Sigihelm, heer van Meopham, Cooling en Lenham (-) ∞ ? (–) | Sigihelm, heer van Meopham, Cooling en Lenham (-) ∞ ? (–) |
| Ouders               | Eduard de Oudere (874/77-924) ∞ Eadgifu (-968)  | Eduard de Oudere (874/77-924) ∞ Eadgifu (-968)  | Eduard de Oudere (874/77-924) ∞ Eadgifu (-968)  | Eduard de Oudere (874/77-924) ∞ Eadgifu (-968)  | Eduard de Oudere (874/77-924) ∞ Eadgifu (-968)            | Eduard de Oudere (874/77-924) ∞ Eadgifu (-968)            | Eduard de Oudere (874/77-924) ∞ Eadgifu (-968)            | Eduard de Oudere (874/77-924) ∞ Eadgifu (-968)            |
| Edred (923-955)      |                                                 |                                                 |                                                 |                                                 |                                                           |                                                           |                                                           |                                                           |

- Gemeinsame Normdatei: 102441693
- International Standard Name Identifier: 0000 0003 5480 6360
- Library of Congress Control Number: nb2008005990
- SNAC: w6mq4s14
- Virtual International Authority File: 63539904
- WorldCat: E39PBJdCvHtGMQByMC66xD9MT3